# Kecamatan Amanuban Tengah (distrikt i Indonesien, lat -9,96, long 124,51)
Kecamatan Amanuban Tengah är ett distrikt i Indonesien.   Det ligger i provinsen Nusa Tenggara Timur, i den sydöstra delen av landet, 2 000 km öster om huvudstaden Jakarta.